# Natura (canal de televisão)
Natura foi um canal de televisão por assinatura espanhol, atualmente produzido pela AMC Networks International Iberia.
O canal de documentários era dedicado à exploração da natureza e do meio ambiente, funcionando como uma janela aberta para o planeta Terra, disponível 24 horas por dia, todos os dias do ano. Sua programação aproximava os espectadores, destacando a biodiversidade dos ecossistemas, as culturas humanas, os processos de evolução e os fenômenos ambientais e geológicos que continuamente moldam o planeta.
Com base no conceito "Planeta Terra", o canal estruturava seus documentários para abordar diferentes perspectivas sobre o meio ambiente, explorando onde vivemos, o que sabemos sobre nosso planeta e como podemos agir para preservá-lo.

## História
Em 23 de abril de 1998, a plataforma de televisão Vía Digital passou a oferecer o Canal Natura aos seus assinantes, embora naquela época sua programação fosse de 16 horas diárias.
Em junho de 2003, a empresa ONO assinou um acordo para distribuição dos canais Buzz, Natura e Cultura, da produtora Mediapark. Este acordo significou também a renovação de outros cinco canais da produtora que integravam a oferta da empresa de telecomunicações. Nesse mesmo mês, a Euskaltel fez um acordo com o Mediapark para transmitir os canais Natura, CanalStar, Cinematk, Showtime Extreme e Canal 18.
Em abril de 2010, a Chello Multicanal anunciou a compra da Teuve, até então proprietária do canal.
Em dezembro de 2013, a operadora de cabo basca Euskaltel retirou o canal de seu dial.
Em 2013, a AMC Networks comprou a Chellomedia, responsável pela Chello Multicanal. Com isso, o canal finalizou suas transmissões em 1º de abril de 2013, integrando sua programação ao Canal Odisea, também de propriedade da AMC Networks.